# NGC 7042
NGC 7042 é uma galáxia espiral (Sb) localizada na direcção da constelação de Pegasus. Possui uma declinação de +13° 34' 30" e uma ascensão recta de 21 horas, 13 minutos e 45,7 segundos.
A galáxia NGC 7042 foi descoberta em 16 de Outubro de 1784 por William Herschel.